# Relaciones Islas Salomón-Venezuela
Las relaciones Islas Salomón-Venezuela son las relaciones diplomáticas entre las Islas Salomón y Venezuela.

## Historia
Las Islas Salomón y Venezuela establecieron relaciones diplomáticas el 8 de mayo de 2007.
En octubre de 2008, el Primer Ministro de las Islas Salomón, Derek Sikua, decidió establecer relaciones económicas con Venezuela, esperando beneficiarse del petróleo venezolano comparativamente más barato. En el contexto de la crisis financiera de 2007-2008, se anticipaba que bajaría el precio del petróleo para los salomonenses y que impulsaría la economía si las Islas Salomón importaban petróleo crudo venezolano, lo refinaban y lo exportaban a los países vecinos.